# Charles-Élie Bailly
Charles-Élie Bailly (ou Charles Éloy Bailly) est un sculpteur français né à Remenoville (Meurthe-et-Moselle) le 7 janvier 1830 et mort à Paris le 6 août 1895.

## Biographie
Charles-Élie Bailly est élève de Pierre Robinet et entre aux Beaux-Arts de Paris le 11 octobre 1855. Il débute au Salon de 1863 et remporte une médaille, en 1867, avec une statue en plâtre, La Besace. En dehors des nombreux bustes qu'il expose au Salon jusqu'en 1895, on lui doit une statue en pierre de La Ville de Brest, décorant la façade principale de l'hôtel de ville de Paris, et le Monument à l'abbé Grégoire en bronze qui fut inauguré à Lunéville en 1885. Il est membre de la Société des artistes français.
Il meurt au no 216, Rue de la Croix-Nivert , le 6 août 1895 dans le 15e arrondissement de Paris, et est inhumé dans la même ville au cimetière du Montparnasse (26e division),. 

## Œuvres
- Saint Sébastien, statue en plâtre, 2,25 m, Salon de 1863 (no 2230), musée des Beaux-Arts de Nancy.
- Portrait de M. A. T…, buste en plâtre, Salon de 1863 (no 2231).
- Portrait de M. J. Bourgeois, buste en plâtre, Salon de 1865 (no 2855).
- La Besace, statue en plâtre, Salon de 1867 (no 121) et Exposition universelle de 1867 (no 218).
- Jeune romaine à l'autel de la Fortune virile, statue en plâtre, Salon de 1868 (no 3405).
- La femme à l'amphore, statue en plâtre, Salon de 1869 (no 3231).
- Portrait de M. A. S…, buste en plâtre, Salon de 1870 (no 1257).
- Mlle A. L…, buste en plâtre, Salon de 1873 (no 1505).
- Le général C. P…, buste en marbre, Salon de 1874 (no 2655).
- René Constantin, ancien directeur de l'usine à gaz de Nancy, 1875, buste en marbre, 70 cm, musée des Beaux-Arts de Nancy, don de la famille Constantin en 1887.
- M. J. C…, buste en marbre, Salon de 1875 (no 2853). Le modèle en plâtre a figuré au Salon de 1874 (no 2656).
- M. Ravaut, buste en marbre, Salon de 1875 (no 2854) et Exposition universelle de 1878 (no 1079).
- Amour, statuette en marbre, Salon de 1875 (no 2855).
- Mme C. L…, buste en marbre, Salon de 1876 (no 3057).
- M. E. S…, buste en marbre, Salon de 1876 (no 3058).
- Mme R. J., buste en marbre, Salon de 1877 (no 3578) et Exposition universelle de 1878(no 1080).
- Mlle H. S…, de la Comédie Française, buste en plâtre, Salon de 1877 (no 3579).
- Le premier inventeur ou l'homme primitif, statue en plâtre, Salon de 1878 (no 4023), 2 m, musée des Beaux-Arts de Nancy, don des héritiers de l'artiste en 1876.
- Mme N. M…, buste en marbre, Salon de 1878 (no 4024).
- Seigni Joan, le fol (Rabelais), statue en plâtre, Salon de 1879 (no 4775), 2,03 m, musée des Beaux-Arts de Nancy, don des héritiers de l'artiste en 1896.
- Portrait de M. P. M…, buste en plâtre, Salon de 1879 (no 4776).
- Mme A. M…, buste en plâtre, Salon de 1880 (no 6069).
- Voltaire, statuette en plâtre, Salon de 1880 (no 6070).
- La Ville de Brest, 1881, statue en pierre, 2,30 m, façade principale de l'hôtel de ville de Paris.
- Jean-Barthélemy Daumas, sculpteur, mort en 1879, médaillon en marbre, diam. 32 cm, Paris, cimetière du Montparnasse.
- M. Edmond Valentin, buste en marbre commandé par l'État, Salon de 1881 (no 3594), affecté en 1884 à Versailles au musée de l'Histoire de France.
- Portrait de M. et de Mme J. C…, médaillon en marbre, Salon de 1881 (no 3595).
- Joseph Garibaldi (1807-1882), 1882, buste en plâtre, hôtel de ville de Paris, salle du Budget.
- M. D…, buste en marbre, Salon de 1883 (no 3308).
- M. N.-S. C…, buste en terre cuite, Salon de 1883 (no 3309).
- Simon Saint-Jean (1808-1860), peintre de fleurs, 1884, buste en marbre, musée des Beaux-Arts de Lyon.
- Monument à l'abbé Grégoire (1750-1831), conventionnel et évêque constitutionnel de Blois, statue en bronze, 3 m, érigée en 1885 à Lunéville sur la place des Carmes.
- Portrait de AI. C. B., buste en plâtre, Salon de 1885 (no 3321).
- Portrait de M. C…, buste en plâtre, Salon de 1885 (no 3322).
- Aimé-Félix-Joseph Pagniez, 1885, médaillon en marbre, diam. 38 cm, Paris, cimetière du Montparnasse.
- Buste de Charles-Élie Bailly, par lui-même, 1885, bronze, 57 cm, orne le tombeau de l'artiste à Paris au cimetière du Montparnasse.
- Mme R. R…, buste en terre cuite, Salon de 1886 (no 3463).
- M. D…, buste en plâtre, Salon de 1886 (no 3464). Ce buste a reparu en bronze au Salon de 1893 (no 2531).
- M. le docteur T. H…, buste en terre cuite, Salon de 1887 (no 3609).
- Mme S. T…, buste en plâtre, Salon de 1887 (no 3610).
- Mme Grandidier, décédée en 1887, buste en bronze, 60 cm, Paris, cimetière du Père-Lachaise.
- M. F…, buste en terre cuite, Salon de 1888 (no 3754).
- M. A. D…, buste en plâtre, Salon de 1888 (no 3755).
- Chiromancie. Groupe en plâtre, Salon de 1892 (no 2247).
- E. B…, buste en plâtre, Salon de 1892 (no 2248).
- Mme T. P…, buste en plâtre, Salon de 1893 (no 2532).
- Portrait du jeune A. C…, buste en marbre, Salon de 1894 (no 2720).
- Diogène, statue en plâtre, Salon de 1895 (no 2836).